# Trémont, Maine-et-Loire

Trémont este o comună în departamentul Maine-et-Loire, Franța. În 2009 avea o populație de 396 de locuitori.